# Рандрианасулу, Жан Дьё-Донне
Жан Дьё-Донне Рандрианасулу (фр. Jean Dieu-Donné Randrianasolo; родился 26 мая 1989, Мадагаскар) — мадагаскарский футболист, вратарь мадагаскарского клуба КНаПС Спорт.

## Клубная карьера
Жан Дьё-Донне начал карьеру в 2011 году в команде КНаПС Спорт. В том же году получил свой вызов в сборную страны. За многие годы в клубе стал многократным чемпионом страны, также трижды становился обладателем кубка страны. В 2019 в составе сборной впервые стал участником Кубка Африки, с которой дошёл до четверть-финала. На турнире сыграл четыре матча на позиции вратаря.